# NGC 7592
NGC 7592 ist ein interagierendes Galaxienpaar im Sternbild Wassermann auf der Ekliptik. Sie ist als Seyfert-2-Galaxie klassifiziert, einem speziellen Typ sehr heller Galaxien, die zur Gruppe der Aktiven Galaktischen Kerne (AGN) gezählt werden. Sie ist rund 332 Millionen Lichtjahre von der Milchstraße entfernt.
Entdeckt wurde das Objekt am 20. September 1784 von William Herschel.